# Klaus Frandsen
Klaus Frandsen (født 19. oktober 1963 i Roskilde) er en dansk økonom, der fra september 2009 til september 2015 var landsformand for Radikale Venstre. Han var fra 2011 til 2022 statsrevisor; fra 2021 tillige formand for statsrevisorerne.
Frandsen blev student fra Midtfyns Gymnasium i 1982, bachelor i erhvervsøkonomi fra Odense Universitet i 1985 og studerede finansiering på Handelshøjskolen i København fra 1985 til 1988.
Han var fra 2006 været forretningsudviklingsdirektør i PBS og frem til 2009 administrerende direktør i selskabets datterselskab NETS, der udvikler betalingskortløsninger. Siden 2012 har han været ansat i MHS Corporate Finance, hvor han fra 2018 er partner.
I Det Radikale Venstre har han tidligere været formand for EU-udvalget samt medlem af hovedbestyrelsen.
Han har desuden været medlem af præsidiet for Akademiet for Fremtidsforskning.
Efter 37 års medlemskab meddelte Frandsen i juni 2024, at han forlader partiet grundet det, han kalder "kulturproblemer" i hovedbestyrelsen.